# Le Jeu de Dames
Le Jeu de Dames (с фр. «Шашки», буквально «игра в дамы») — первый в мировой шашечной истории регулярный специализированный шашечный журнал.

## О Журнале
Журнал основан в 1893 году Эженом Леклерком. Выходил ежемесячно, по 1909 год включительно. Возобновлялся с 1920 по 1931 годы под руководством Марселя Боннара.
Журнал «Le Jeu de Dames» был во Франции как центром организации шашечного движения, так и центром шашечной мысли вообще, какими впоследствии стали журнал Het Damspel (в Голландии) и рижский журнал «Шашки» (в СССР).